# Danny Higginbotham
Daniel John "Danny" Higginbotham (Manchester, 29 december 1978) is een Gibraltarees-Engels voormalig voetballer. Hij speelde bij voorkeur als centrale verdediger.

## Clubcarrière

### Manchester United
Higginbotham, die afkomstig is uit Manchester, begon zijn profcarrière bij topclub Manchester United onder het strenge maar familiale bewind van Sir Alex Ferguson, die 26 jaar lang de plak zwaaide. Hij maakte zeven optredens op Old Trafford. Higginbotham werd in 1998–1999 uitgeleend aan het Belgische Antwerp, waaraan Manchester United destijds vele jonge spelers verhuurde. Ook John O'Shea en Phil Bardsley hebben dusdanig voor The Great Old gespeeld. Regi Van Acker was zijn coach bij Antwerp, destijds een tweedeklasser. Het enthousiasme van de Antwerp-fans koelde echter af doordat Higginbotham enkele ongelukkige openingswedstrijden speelde.

### Derby County
In 2000 kwam Higginbotham bij Derby County terecht, waar hij de komende drie seizoenen doorbracht. Twee daarvan speelden zich af in de Premier League. Higginbotham werd een vaste waarde in de achterhoede bij Derby. Eind januari 2003 diende Higginbotham een transferverzoek in. De club was namelijk uit de Premier League getuimeld na verlies tegen Liverpool op 20 april 2002. Higginbotham speelde 86 competitiewedstrijden voor Derby en scoorde drie doelpunten.

### Southampton
Premier League-club Southampton nam hem die winter (2003) over voor de som van £ 1.500.000 ,-  en Higginbotham speelde 94 maal in de loondienst van The Saints (vier goals). Vooral Harry Redknapp, de opvolger van de Schotse coach Gordon Strachan, had het op hem begrepen.
Met Southampton haalde Higginbotham de FA Cup-finale van 2003, maar Southampton verloor van Arsenal met 1–0 (doelpunt van Robert Pirès). Higginbotham begon op de bank, Michael Svensson mocht de wedstrijd naast Claus Lundekvam aanvatten. Na de degradatie van Southampton in 2005 wees hij een nieuw contract af en Southampton plaatste hem in augustus 2006 in de etalage.

### Stoke City en Sunderland

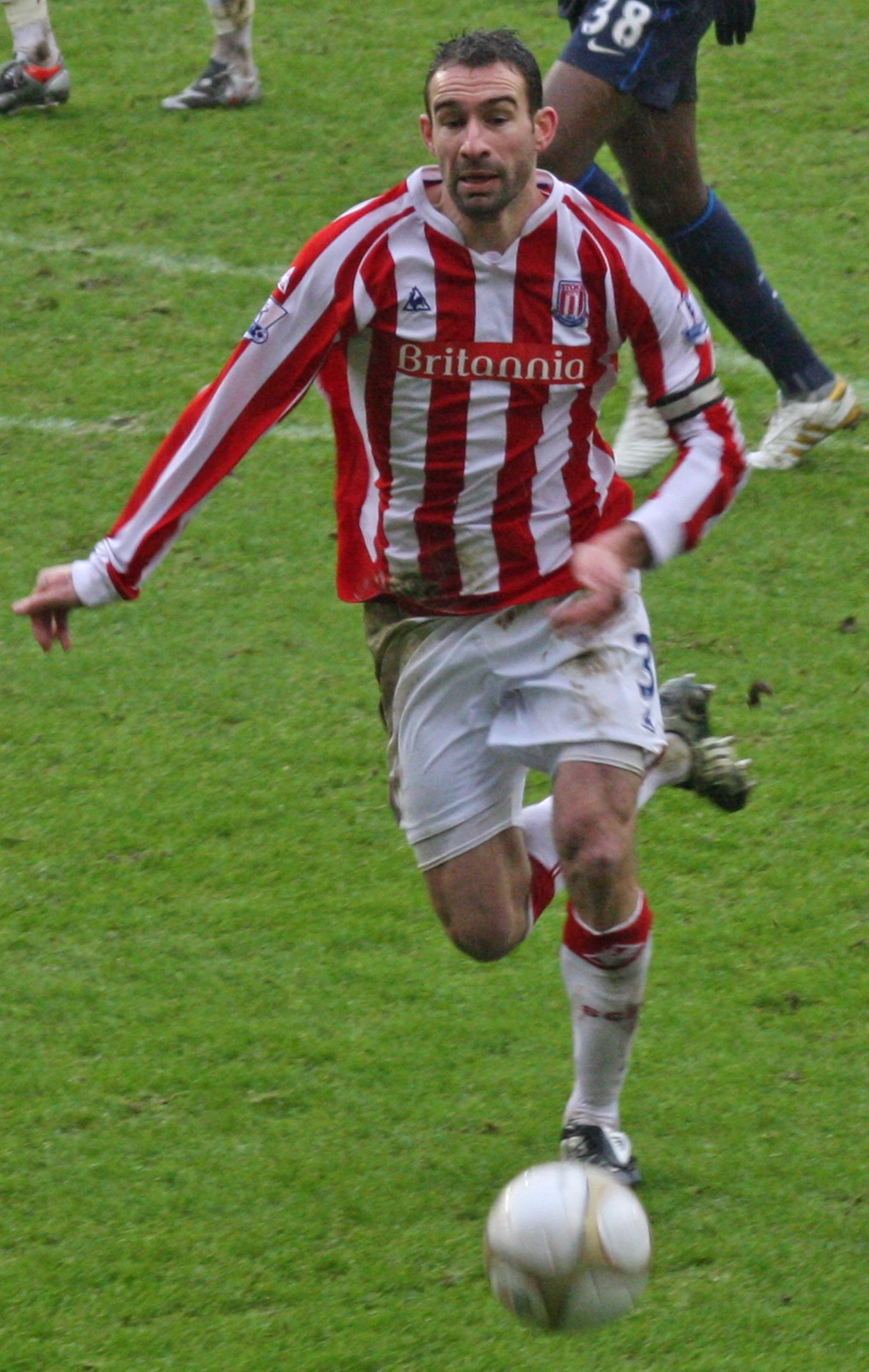
Higginbotham als aanvoerder van Stoke City, 2010

Higginbotham verhuisde in augustus 2006 voor een bedrag van £ 225.000 ,- naar Football League Championship-club Stoke City. Hij werd aanvoerder nadat verdediger Michael Duberry in januari 2007 de club verliet. Stoke misliep in het voorjaar van 2007 een kans op promotie naar de Premier League. Omdat Stoke niet promoveerde, diende hij ook hier een transferverzoek in en verhuisde naar Premier League-club Sunderland. Op 29 augustus 2007 was de deal rond.
In mei 2008 was het overigens wel raak voor Stoke, zonder de vertrokken Higginbotham. Higginbotham bracht een seizoen door in het Stadium of Light van Sunderland, maar keerde terug naar Stoke in 2008. Daarop werden Higginbotham en Rory Delap (samen bij Derby) vitale spelers voor de ploeg van coach Tony Pulis op het hoogste niveau. Bovendien waren hij en Ryan Shawcross de leiders van het elftal. Stoke werd een gevestigde waarde in de Premier League. De club degradeerde in 2018.
In maart 2011 scoorde hij het winnende doelpunt voor Stoke op Britannia Stadium tegen West Ham United in de kwartfinale van de FA Cup, maar de centrumverdediger miste daarna de finale tegen Manchester City vanwege een knieblessure die hij opliep in april 2011.
Higginbotham was zijn basisplaats definitief kwijt en haalde zijn oude niveau niet meer. Stoke verhuurde hem aan Nottingham Forest en Ipswich Town.

### Sheffield United
In januari 2013 vertrok Higginbotham transfervrij naar Sheffield United. Higginbotham bleef slechts acht maanden op Bramall Lane.

### Latere carrière
Higginbotham werd vanaf september 2013 op een lager niveau actief en ging in de Conference Premier League spelen, op amateurniveau bij Chester.
In 2014 stopte Higginbotham met voetballen bij Altrincham.

## Interlandcarrière
Higginbotham, dan 34 jaar oud, maakte zijn debuut voor het nationaal elftal van Gibraltar in november 2013, een vriendschappelijke ontmoeting met Slowakije. Higginbotham kwam in aanmerking voor Gibraltar door zijn grootmoeder langs moederskant.